# Serixia pubescens
Serixia pubescens är en skalbaggsart som beskrevs av J. Linsley Gressitt 1940. Serixia pubescens ingår i släktet Serixia och familjen långhorningar. Inga underarter finns listade i Catalogue of Life.